# One of the Living
Singles de Tina Turner
We Don't Need Another Hero
(1985) It's Only Love
(1985)
Pistes de Mad Max Beyond Thunderdome (soundtrack)
We Don't Need Another Hero
(1) We Don't Need Another Hero (instrumental)
(3)
One of the Living est une chanson de Tina Turner. Elle est sortie en single en septembre 1985. Avec We Don't Need Another Hero c'est l'un des deux titres qu'elle a enregistré pour le film Mad Max : Au-delà du dôme du tonnerre.

## Histoire
La chanson a été écrite et composée par Holly Knight qui a également coécrit les singles de Turner The Best et Better Be Good to Me.
One of the Living atteint la 15e place du Billboard Hot 100 américain et, en 1986, Tina Turner reçoit le Grammy dans la catégorie Meilleure chanteuse rock. Elle avait déjà remporté cette distinction en 1985 avec le titre Better Be Good to Me et elle sera à nouveau récompensée en 1987 pour Back Where You Started.

## Versions
- Album Version - 5:59
- 7" Remix - 4:10
- 7" Dub Version - 4:45
- 12" Special Club Mix - 7:35
- 12" Dub - 4:56
- 12" Instrumental - 5:58

## Classements
| Classement (1985)                      | Meilleure position |
| -------------------------------------- | ------------------ |
| Allemagne (Media Control AG)           | 6                  |
| Australie (ARIA)                       | 34                 |
| Autriche (Ö3 Austria Top 40)           | 12                 |
| Belgique (Flandre Ultratop 50 Singles) | 7                  |
| Canada (Hot 100)                       | 18                 |
| États-Unis (Hot 100)                   | 15                 |
| États-Unis (Dance Club Songs)          | 6                  |
| États-Unis (R&B/Hip-Hop Songs)         | 41                 |
| Finlande (Suomen virallinen lista)     | 9                  |
| Irlande (IRMA)                         | 15                 |
| Italie (FIMI)                          | 49                 |
| Nouvelle-Zélande (RMNZ)                | 24                 |
| Pays-Bas (Nederlandse Top 40)          | 10                 |
| Royaume-Uni (UK Singles Chart)         | 55                 |
| Suisse (Schweizer Hitparade)           | 9                  |